# Heraclia deficiens
Heraclia deficiens is een vlinder uit de familie uilen (Noctuidae). De wetenschappelijke naam van deze soort is voor het eerst geldig gepubliceerd in 1892 door Mabille & Vuillot.
De soort komt voor in tropisch Afrika.